# 張雍
張雍（939年—1008年），又名張舜，字子雍，陽羨（今江蘇宜興）人，《宋史》作德州安德縣人。
自幼习毛诗。開寶六年（973年），進士及第，釋褐為東關縣尉，改將作監丞。知南雄州（今广东南雄），迁太子右赞善大夫。太平興國初年（977年），擔任开封府推官。京城寡婦劉氏有奸情，為族人所知，遂誣告其子王元吉企圖毒殺自己，官吏接受贿赂，嚴刑逼迫王元吉招認。張雍审理此案數月，仍未有結論，王元吉妻張氏擊登聞鼓喊冤。此案移交司录参军重审，案情逐漸明朗，元吉無罪釋放。張雍因此罷官。雍熙初年，復官秘書丞。淳化三年（992年），为四川转运使，改為右諫議大夫，出知梓州（今四川三台）。當時蜀州青城（今四川都江堰市南）人王小波、李順作亂，聚眾至萬人。張雍訓練士卒，得城中兵三千餘人，又募強勇千餘守城，推官陳世卿負責製造武器。張雍據城固守前後八十余天，王小波戰死，直至王继恩派遣援师来救，賊首李順退走。因功擢拔為給事中，仍知梓州。咸平四年，升任鹽鐵使，除知审刑院，出知秦州，徙鳳翔府。景德初年，權知開封府事，判留司尚書省，出知鄧州。景德三年，改兵部侍郎、同知審官院。張氏個性鄙吝，蒞事勤恪，僅用粗食宴客。大中祥符元年（1008年），以尚書右丞致仕，誥命未至而卒，年七十。《全宋詩》錄其詩7首。

## 延伸阅读
[在维基数据编辑]
 《宋史·卷307》，出自脱脱《宋史》